# هشام شرابي
هشام الشرابي هو مؤرخ فلسطيني، ولد في يافا سنة 1927، وتوفي سنة 2005 في بيروت.

## نشأته وتعليمه
ولد هشام شرابي في يافا وعاش طفولته بين يافا وبين عكا في دار جدّه.
درس المرحلة الابتدائية في مدرسة «الفرندز» للبنين في رام الله وأكمل دراسته في «الانترناشونال كولدج» في بيروت، وتخرج من الجامعة الأميركية في بيروت سنة 1947.

## حياته
تحول فكر الشرابي خلال حياته الجامعية من الفكر المثالي إلى الفكر الواقعي حين حول تخصصه من الفلسفة إلى التاريخ والحضارة الأوروبية فكانت النقطة الفارقة في تغير مسار أفكاره ومعتقداته. سلك مشواره الفكري بنقد الذات وتجنباً للغرور بدأ بنقد ذاته فكانت كتاباته تتميز بالشفافية، يناقش بها القضايا المثيرة للجدل والحيرة ويركز على ضرورة التغير الجذري الجماعي لا الفردي لتغلب على الثقافة الاجتماعية المسيطرة.

## نشاطاته السياسية
في فترة وجوده في الجامعة الأمريكية في بيروت انضم إلى الحزب السوري القومي الاجتماعي، حيث كان رفيقًا لأنطون سعادة، وبعد هجرته إلى الولايات المتحدة الأمريكية ظل مسؤولاً عن فرع الحزب السوري القومي الاجتماعي حتى عام 1955 حيث انسحب منه.

## هجرته
هاجر إلى الولايات المتحدة الأمريكية بعد إعدام أنطون سعادة في بيروت، وعمل هناك أستاذًا لتاريخ الفكر الأوروبي الحديث في جامعة جورج تاون في واشنطن، ظل ينشر مؤلفاته باللغة الإنجليزية للدراسات الجامعية إلى حين حرب الأيام الستة عام 1967 التي انتقل على إثرها إلى بيروت عام 1970 وعمل في مركز التخطيط الفلسطيني وأستاذًا زائرًا في الجامعة الأمريكية في بيروت، ولكنه رحل بسبب أحداث الحرب الأهلية في لبنان.

## أعماله
ساهم في إنشاء عدد من المؤسسات التي تُعنى بشؤون الوطن العربي والقضية الفلسطينية، منها مركز الدراسات العربية المعاصرة في جامعة جورج تاون ومركز التحليلات السياسية حول فلسطين في واشنطن وصندوق القدس الذي هو منظمة فلسطينية تقدم منحا دراسية للطلاب الفلسطينيين.
له العديد من المؤلفات، منها:
- مقدمات لدراسة المجتمع العربي (1975) تناول فيه: سلوكنا الاجتماعيّ، وبنية العائلة في المجتمع العربيّ، الاتِّكاليَّة، العجز، التَّهرُّب، الوعي والتَّغيير، الإنسان العربيّ والتَّحدِّي الحضاريّ، المثقَّف العربيّ والمستقبل.
- المثقفون العرب والغرب (1981) تُرجم إلى العربية أثناء وجوده في بيروت.
- النظام الأبوي (1988).
- النقد الحضاري للمجتمع العربي (1991).
- الرّحلة الأخيرة.
- الجمر والرّماد.

## الفترة الاخيرة من حياته
مع توقيع اتفاقية أوسلو بين منظمة التحرير الفلسطينية وإسرائيل، تمكن هشام شرابي من زيارة يافا وكان من المتحمسين للاتفاق المذكور، لكنه لم يلبث أن تحول إلى أحد أهم المعارضين له فيما بعد. وفي عام 1998 توقف عن العمل في جامعة جورج تاون وانتقل إلى العيش في بيروت حيث توفي في 13 يناير 2005 بمرض السرطان.